# Cachorrinhas
Cachorrinhas è un singolo della cantante brasiliana Luísa Sonza, pubblicato il 18 luglio 2022.

## Pubblicazione e descrizione
Cachorrinhas, uscita durante il 24º compleanno dell'interprete, è stata annunciata per la prima volta dalla medesima durante la sua esibizione al festival Expocrato, nello stato del Ceará, evento in cui al pubblico è stato anche fatto ascoltare un'anteprima del brano. Musicalmente quest'ultimo è stato descritto come un pezzo pop che incorpora elementi trap.

## Promozione
Sonza ha cantato il brano per la prima volta in televisione nell'ambito dei Prêmios MTV MIAW, andati in onda il 28 luglio 2022.

## Video musicale
Il video, diretto da Fernando Nogari, è stato divulgato il 18 luglio 2022 attraverso il canale YouTube dell'artista e ha ricevuto la candidatura per il Prêmio Multishow de Música Brasileira alla clip dell'anno.

## Tracce
Testi di Luísa Sonza, Diggo Martins, Elana Dara, Hodari, Laudz e Zegon.
1. Cachorrinhas – 2:14

## Classifiche

### Classifiche settimanali
| Classifica (2022) | Posizione massima |
| ----------------- | ----------------- |
| Brasile           | 2                 |
| Portogallo        | 10                |

### Classifiche di fine anno
| Classifica (2022) | Posizione |
| ----------------- | --------- |
| Brasile           | 90        |